# François Verrue-Lafrancq
François Joseph Verrue, ook Verrue-Lafrancq (Kortrijk, 18 maart 1791 - Brussel, 29 november 1862) was een Belgisch volksvertegenwoordiger.

## Levensloop
Hij was een zoon van Guillaume Verrue en van Colette Verougstraete. Hij trouwde met Virginie Lafranq.
Hij was industrieel, directeur van een lintenfabriek en van de Compagnie des Lits militaires.
In 1834 werd hij liberaal volksvertegenwoordiger voor het arrondissement Kortrijk en vervulde dit mandaat tot in 1837. Van 1824 tot 1830 was hij gemeenteraadslid van Ieper. In deze stad was hij:
- lid van de Kamer van Koophandel,
- bestuurder van de Kunstacademie,
- luitenant-kolonel van de Burgerwacht.